# Tadhg
Tadhg  è un nome proprio di persona irlandese e scozzese maschile.

## Varianti
- Irlandese: Tadg[1][2], Tadc[2]
  - Alterati: Tadhgán[1]
  - Forme anglicizzate: Teague[1][2], Teige[1], Teigue[1], Tighe[1], Thady[2]
- Scozzese: Tadg[1]

## Origine e diffusione
Riprende un termine irlandese che vuol dire "poeta"; questo nome, che venne portato da diversi re del Connacht, è uno dei pochi nomi tipici irlandesi ad essere rimasto in uso sin dal Medioevo, anche se a partire dal XVII secolo è stato spesso "adattato" usando altri nomi quali Thaddeus, Theodosius e Theophilus.

## Onomastico
Il nome non è portato da alcun santo, ed è quindi adespota (caso in cui l'onomastico ricade, eventualmente, il 1º novembre, festa di Ognissanti); esiste però con questo nome un beato, Tadhg Mac Cárthaigh, meglio noto come Taddeo McCarthy, vescovo irlandese morto a Ivrea.

## Persone
- Tadhg Beirne, rugbista a 15 irlandese
- Tadhg Furlong, rugbista a 15 irlandese
- Tadhg Purcell, calciatore irlandese